# 飯豊村 (福島県田村郡)
飯豊村（いいとよむら）は福島県田村郡にかつて存在した村である。

## 地理
- 現在の小野町の北部に位置する。

## 歴史

### 村域の変遷
- 1889年（明治22年）4月1日 - 町村制施行により、飯豊村・吉野辺村・浮金村・小野山神村・小戸神村が合併し田村郡飯豊村が発足。
- 1955年（昭和30年）2月1日 - 飯豊村は小野新町・夏井村とともに合併し小野町が発足。飯豊村は消滅。

変遷表
| 1868年 以前 | 1868年 以前 | 明治22年 4月1日 | 昭和30年 2月1日 | 現在   |
| ----------- | ----------- | --------------- | --------------- | ------ |
|             | 飯豊村      | 飯豊村          | 小野町          | 小野町 |
|             | 吉野辺村    | 飯豊村          | 小野町          | 小野町 |
|             | 浮金村      | 飯豊村          | 小野町          | 小野町 |
|             | 小野山神村  | 飯豊村          | 小野町          | 小野町 |
|             | 小戸神村    | 飯豊村          | 小野町          | 小野町 |

## 大字
- 飯豊（いいとよ）
- 吉野辺（よしのべ）
- 浮金（うきがね）
- 小野山神（おのやまがみ）
- 小戸神（おとかみ）

## 人口・世帯

### 人口
総数 [単位： 人]
| 1889年（明治22年） | 2,773 |
| 1920年（大正 9年） | 3,620 |
| 1947年（昭和22年） | 4,000 |

### 世帯
総数 [単位： 世帯]
| 1920年（大正 9年） | 708 |
| 1947年（昭和22年） | 715 |